# バイチュン・ブティア
バイチュン・ブティア（Baichung Bhutia、1976年12月15日 - ）は、インドのシッキム州南部ティンキタム（Tinkitam）出身の元プロサッカー選手。現役時代のポジションはFW。

## 来歴
インドの国内クラブでプレー後、1999年にイングランドに渡りフラム、アストン・ヴィラ、WBAなどでトライアルを受け、最終的にイングランド2部リーグ（現フットボールリーグ1）のベリーに3年契約で入団。2002年までインド人として初めてヨーロッパのプロリーグでプレーし話題となった。
1995年に19歳で代表デビュー。地元開催となったAFCチャレンジカップ2008ではインドの初優勝に貢献し、大会最優秀選手に選ばれた。中心選手として長年インドサッカー界を引っ張り、2009年8月に代表通算100試合出場を達成。代表最多出場・最多得点記録を持つ。2011年8月に代表からの引退を発表した。2012年1月10日、インド代表対バイエルン・ミュンヘンの試合をもって正式に代表を引退した。
2014年11月21日、AFC初代殿堂入りを果たした。

## エピソード
- 兄もローカルレベルのサッカー選手だった。
- 名前のバイチュンは文字通り「弟」を意味する。
- 出身地シッキム州には彼の名前が付いたサッカースタジアム「Baichung Stadium」がある。
- 2004年に長年の恋人と結婚。2010年4月8日に女の子と男の子の双子が誕生した。
- 2008年北京オリンピックの聖火リレーではインド国内の走者の一人を務めることになっていたが、中国のチベット暴動鎮圧に抗議し走者を辞退した。

## 所属クラブ
- イースト・ベンガル 1993-1995
- JCTミルズ 1995-1997
- イースト・ベンガル 1997-1999
- ベリーFC 1999-2002
- モフン・バガン 2002-2003
- イースト・ベンガル 2003-2006
  - → ペラ 2006 （レンタル移籍）
- モフン・バガン 2006-2009
- イースト・ベンガル 2009-2011
- ユナイテッド・シッキムFC 2011-2013